# Лаптев, Алексей (футболист)
Алексе́й Ла́птев (латыш. Aleksejs Laptevs; 30 ноября 1983, Лиепая, Латвийская ССР, СССР) — латвийский футболист, вратарь
В настоящее время — тренер категории «C-LFF».
Воспитанник лиепайского футбола, в 2004 году Алексей Лаптев выступал за «Металлург-2» в Первой лиге Латвии. Сезон 2006 года он провёл в резекненском клубе «Дижванаги», в составе которого впервые сыграл в Высшей лиге. В 2008 году Алексей Лаптев вновь вернулся в лиепайский «Металлург-2», где также являлся тренером молодых вратарей.